# Goulburns järnvägshistoria

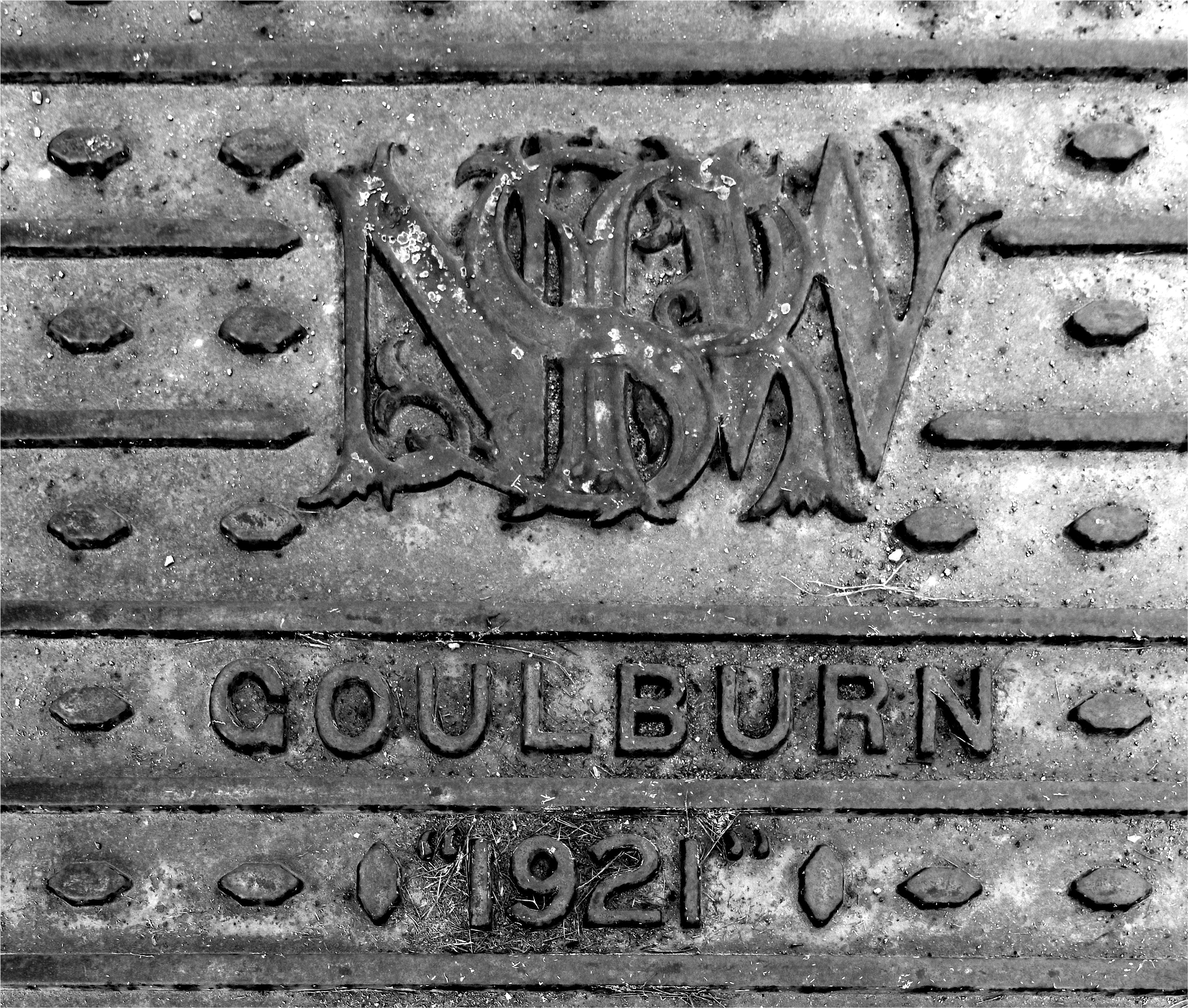
New South Wales Government Railways monogram på en lastbilsvåg på järnvägsstationen i Bombala 2017. Vågen tillverkades 1921 av Perway Workshops i Goulburn. I monogrammet har bokstaven G utelämnats. NSWR kan då antyda att järnvägen hörde till delstaten.

Goulburns järnvägshistoria började 1846 när näringsidkare i orten blev delaktiga i försök att anlägga en järnväg mellan Sydney och Goulburn i New South Wales i Australien. Dessa försök ledde till att bolaget Sydney Railway Company bildades 1849. Den första sträckan av järnvägen invigdes 1855. Under de följande 14 åren byggdes järnvägsnätet i New South Wales ut åt flera håll. Banan till Goulburn, New South Wales södra stambana, invigdes 27 maj 1869, med uppskattningsvis 6 000 personer deltagande i firandet. Stationen var bland de förnämligaste i New South Wales. Goulburn förblev järnvägens slutstation under sex år. Under tiden hann staden utvecklas till en plats dit varor forslades för omlastning från väg till järnväg. På grund av den förbättrade transportförbindelsen med Sydney ökade primärproduktionen i Goulburn med omnejd.
Goulburn blev järnvägsknut 1883 när den första etappen av en järnväg som i slutändan anlades till Bombala invigdes. Denna järnväg kom att få två bibanor, en mot landets huvudstad Canberra och en mot gruvorten Captains Flat. Goulburn blev knut för en till järnväg, den mot Crookwell, 1902. Denna hade i sin tur en bibana mot Taralga. Med undantag för järnvägen mot Canberra har samtliga banor lagts ned. Belägen på delstatens södra stambana, Main South Line, och med god tillgång till vatten och bebyggbar mark kunde Goulburn utvecklas till en viktig stad inom järnvägen. Lok som trafikerade banan från Sydney behövde ta kol och vatten, eller till och med underhållas, i Goulburn. En lokstation fanns runt tiden för järnvägens invigning och kom att byggas ut flera gånger. En ny lokstation med 42 spår, South Goulburn, anlades 1918 och var i bruk tillsammans med den först ända till 1936 då den första stängdes. Efter att anpassats för dieseldrift på 1950- och 1960-talen kom även South Goulburn att läggas ned. Detta skedde 1986 i en strävan att skära ned på kostnader. Lokstationen har sedan blivit ett järnvägsmuseum.
Järnvägen var från dess invigning fram till 1990-talet ekonomiskt betydelsefull för Goulburn och blev stadens huvudindustri. Flera verkstäder upprättades i Goulburn, inklusive Perway Workshops. Perway Workshops hade en ledande roll i järnvägväsendets tillverkning och reparation av dressiner. Järnvägen betjänade flera industrier. Goulburn utvecklades till ett administrationscentrum för järnvägen och hade även en trafikledningscentral under fem decennier. Med tiden blev förhållandena som hade gjort Goulburn till ett betydelsefullt järnvägscenter mindre relevanta eller inaktuella. I och med detta förlorade Goulburn dess ställning inom järnvägen.

## Bakgrund

### Goulburns tidiga historia (1818–1871)
Upptäcktsresenärerna Hamilton Hume och James Meehan besökte området för Goulburn 1818 och döpte det till Goulburn Plains till ära av Henry Goulburn, som var brittiska Secretary of State for the Colonies. Platsen för själva staden besöktes först två år senare. Under det påföljande decenniet anlades minst 20 stationer sysslade med såväl får- som boskapsproduktion i trakten. Flera av dessa bedrevs av söner till jordägare bosatta i Sydney. De första personer av betydelse för Goulburns grundning att bosätta sig i området var Andrew Allan och hustru, som kom till trakten cirka 1825. En stadsplan för området bereddes 1828 och stadfästes året därpå. En lantmätare ditskickad för att staka ut desseinen föreslog en större stad. Detta stadfästes 1 oktober 1829. Båda planerna tros ha sitt ursprung i ett förslag att få före detta soldater att bosätta sig i Goulburn. Utöver detta har det konstaterats att trakten trängde en stad som kunde agera som handels- och förvaltningscentrum. Området kom senare att bli North Goulburn.
Kolonins guvernör besökte Goulburn i juni 1832 och beordrade då att staden skulle flyttas mot sydväst. Detta då ortens läge, nära sammanflödet av Wollondilly River och Mulwaree Ponds, gjorde den sårbar för översvämningar. Under besöket passade Goulburns invånare på att yrka för en ny väg som inte gick omvägar mot huvudstaden. Under 1830-talet växte Goulburn som serviceort för nybyggare i trakten och även för folk som sysslade med godstransport. Under decenniet blev ullproduktion allt viktigare för Goulburn och området blev ett av områdena i kolonin där ullproduktionen var som bäst. Sekundärindustrier till jordbruket kom igång under 1830- och 1840-talen, dock i begränsat omfång då höga transportkostnader gjorde att varorna inte var prismässigt konkurrenskraftiga i Sydneymarknaden. Stadens befolkning uppgick till 1 171 år 1846, och fem år senare 1 526. Under stadsutvidgningarna hade en markremsa mellan Mulwaree Ponds och Sloane Street, där järnvägen kom att anläggas, reserverats som rekreationsområde. Guldrusher i Braidwood och Tuena ledde till att Goulburns befolkning krympte något innan befolkningen återigen ökade till 1 779 år 1856. Bakom tillväxten låg stadens roll som serviceort för folk på väg mot guldfälten. Vid början av 1860-talet uppgick Goulburns befolkning till 3 241 invånate. Genom ett kungligt brev utfärdat av Viktoria av Storbritannien år 1863 bildades ett anglikanskt stift med Goulburn som stiftsstad. Goulburn blev därmed en city, den sista staden i brittiska imperiet att tilldelas statusen city genom ett kungligt brev. Invånarantalet år 1871, två år efter järnvägens invigning, uppgick till 4 453.

### Järnväg i New South Wales (1831–1869)

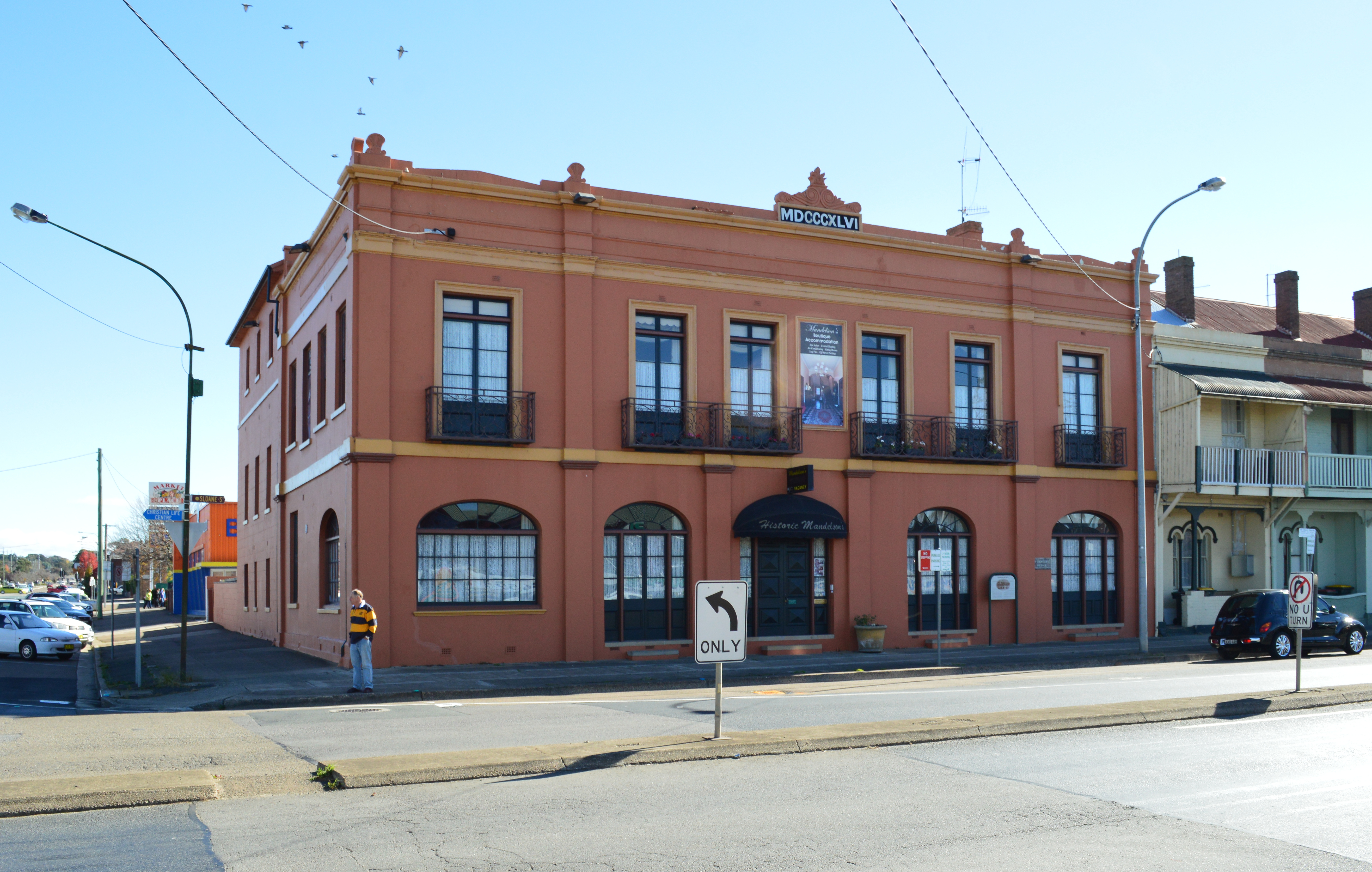
På Mandelson's Hotel (i bilden sett 18 maj 2013) hölls flera järnvägsmöten i Goulburn.

Järnväg har funnits i New South Wales sedan år 1831 då Australian Agricultural Company invigde en kolbana i Newcastle. Förslag på en offentlig järnväg redovisades först år 1841. Flera näringsidkare och parlamentsledamöter möttes i Sydney i januari 1846 för att diskutera kolonins transportbehov. Månaden därpå beslutade gruppen att utreda möjligheten att anlägga en järnväg mellan Sydney och Goulburn. Det resonerades att detta skulle locka brittiskt kapital. I april samma år hölls ett möte i Goulburn för att involvera ortens näringsidkare i planeringen och informationsframtagningen. De kommande två åren hölls ytterligare åtta möten i Goulburn, samtliga på Mandelson's Hotel. Dessa möten mynnade ut i att järnvägsbolaget Sydney Railway Company bildades i oktober 1849. För att i detalj studera en framtida järnvägs dragning mot Goulburn anlitades Thomas Woore år 1846, som överlämnade sin rapport i januari 1848.
I mars 1851 skrev bolagets första avtal om att anlägga järnvägen. Medan bygget fortskred blev bolaget beroende av bidrag från kolonin och bolagets tillgångar skrevs över till regeringen 3 september 1855. Den första sträckan, mellan Sydneys centralstation och Parramatta, invigdes 26 september samma år. Den första förlängningen, till Liverpool, invigdes 26 september 1856. I december samma år var ytterligare en förlängning under förberedning medan lantmätare höll på att staka ut hela banan mot Goulburn. I en rapport skriven i oktober 1860 konstaterade John Whitton att kostnaden för en förlängning från Picton till Goulburn skulle uppgå till 1 520 000 pund. Till följd av motstånd som gick ut på att kolonin inte hade råd med så dyra järnvägar reviderade Whitton planerna och konstaterade i juli 1861 att järnvägen kunde byggas till en kostnad på 688 500 pund. Den 13 december samma år beviljade regeringen 688 000 pund till anläggningen av järnvägen till Goulburn. Järnvägenssträckan till Picton, 85 kilometer från Sydney, invigdes den 1 juli 1863. Järnvägens frammarsch mot Goulburn fortsatte i flera etapper. Samtidigt höll New South Wales på att anlägga andra järnvägar och år 1869 invigdes kolonins västra stambana till Bowenfels.

### Anläggning av sträckan mot Goulburn (1864–1869)
Järnvägen mellan Marulan och Goulburn anlades av entreprenören Mark Faviell. Ett avtal för bygget ingicks med Faviell den 28 december 1864. Tidigare under året hade ett kontrakt skrivits med en annan entreprenör. Kontraktssträckan var 26 engelska mil 27 chain (cirka 42,4 kilometer) lång och det väntades att det skulle ta tre år att bygga färdigt den. Arbetet inleddes 15 januari 1865 och inom några dygn var det flera arbetsplatser utmed sträckan. För att dra arbetståg importerade Faviell ett ånglok från Storbritannien och döpte det till Juno. Järnvägen mellan Sutton Forest och Marulan invigdes den 6 augusti 1868.
Cirka 800 meter norr om ett framtida makadambrott anlades en lokstation. Det fanns ett lokstall och en vändskiva som nyttjades av Faviell. Lokstationen låg intill floden Wollondilly River från vilken Faviells lok tog vatten. Vattnet ansågs inte vara lämpligt för bruk av ånglok och Faviell blev den enda att använda det till ånglok. Järnvägen mellan Marulan och Goulburn var trafikerbar i mars 1869. Samma månad ankom det första tåget till Goulburn. Ett kricketlag från Sydney åkte med ett persontåg till Marulan varefter Faviells lok drog lagets vagn vidare till Goulburn. Månaden därpå kördes ett specialtåg transporterande hästar som skulle delta i hästkapplöpning, även detta draget av Juno mellan Marulan och Goulburn.

### Invigning (27 maj 1869)
Kvällen före invigningen kördes ett specialtåg för att transportera cateringpersonal, bandet och för firandet nödvändig utrustning till Goulburn. På invigningsdygnet kördes tre tåg från Sydney till Goulburn och ytterligare ett från Marulan. Uppskattningsvis deltog 6 000 personer i firandet, varav fler än 2 000 som kommit med tåg från Sydney. Bland de som åkte från Sydney var kolonins guvernör och hans hustru tillsammans med flera parlamentsledamöter. För att fira tillfället hade det byggts en triumfbåge och anordnats en militärparad. I mitten av Market Square planterade guvernörens hustru en ek. I samband med detta döptes Market Square om till Belmore Square, sedermera Belmore Park. En invigningsfest hölls i godsmagasinet. I syfte att låta Mark Faviells rallare delta i invigningen kördes ett specialtåg. Faviell avtackade sin arbetsstyrka på 400 man genom att hålla en middag.

## Stationer
Det har funnits fyra järnvägsstationer i Goulburn, varav endast en har varit i bruk sedan 1975. Den första stationen, Goulburn Railway Station, invigdes 27 maj 1869 i samband med invigningen av järnvägen mellan Marulan och Goulburn. Denna är även den enda som är fortfarande i bruk.

### Goulburn Railway Station

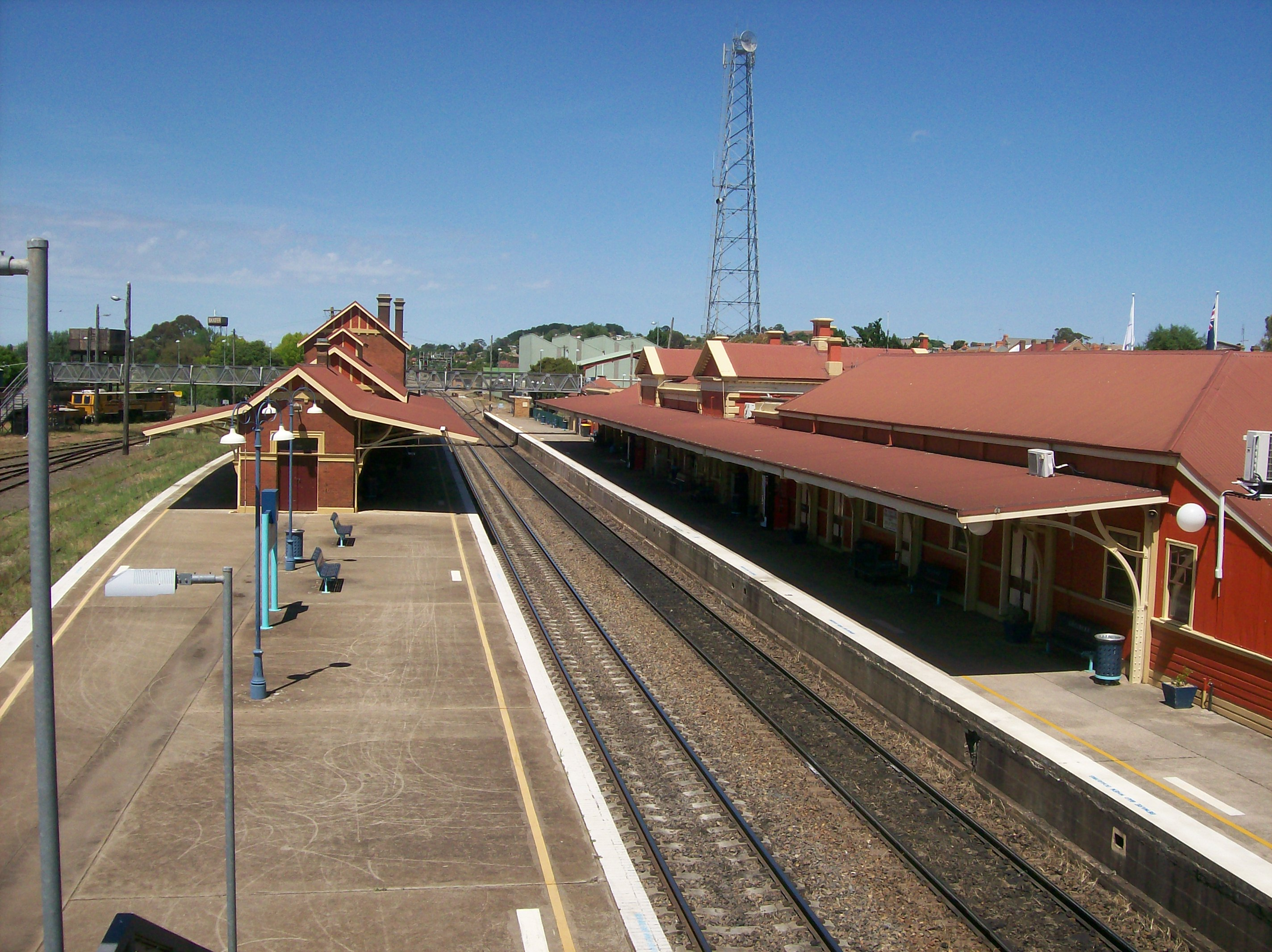
Goulburn Railway Station sedd i riktning mot Joppa Junction 13 november 2012.

Goulburn Railway Station invigdes tillsammans med järnvägen från Marulan den 27 maj 1869. Stationshuset är i murtegel med måtten 108 fot 9 tum × 26 fot (cirka 33,15 × 7,92 meter). Placeringen av stationshusets burspråk och skorsten gav symmetriska drag. Perrongen var i sten, något som var ovanligt vid tiden, och hade ett på kolonner uppburet skärmtak i korrugerad plåt. Stationen, genom dess storlek och utsmyckningar, hörde till de förnämligaste i kolonin. En "provisorisk" restaurang, Railway Refreshment Rooms, anlades under åren 1883–1884. Restaurangbyggnaden blev tillsammans med ett cykelskjul de enda byggnader vid Goulburn som inte uppfördes i murtegel. Trots epitetet provisorisk kom byggnaden aldrig att ersättes. I samband med anläggningen av järnvägen till Tarago uppfördes en mittperrong år 1883. Perrongen var, med undantag för gaslyktor, obebyggd fram till år 1915. De följande decennierna skedde flera om- och tillbyggnader. Två gångbroar uppfördes vid stationen på 1890-talet. Goulburn blev därmed den enda stationen utanför Sydneyområdet att ha två gångbroar.
Mittperrongen bebyggdes år 1915. En delvis tvåvåningsbyggnad med måtten 130 × 20 fot (cirka 39,6 × 6,1 meter) vari Goulburns andra Railway Refreshment Rooms anlades. Byggnaden har ett sadeltak i korrugerad plåt och en lanternin ovanför restaurangen. På övervåningen fanns fem sovrum och ett badrum. Ett krigsminnesmärke som listande järnvägsanställda som stred i första världskriget anlades utanför det ursprungliga stationshusets biljetthall. Krigsminnesmärket avtäcktes av Chief Railway Commissioner James Fraser den 30 juli 1919. Övervåningen i byggnaden från år 1915 byggdes om år 1962 till överliggningslokal åt restaurangvagnsanställda arbetande ombord på Southern Aurora, ett nattåg mellan Sydney och Melbourne. Från och med oktober 1974 öppnades restaurangen endast för vissa tåg. Verksamheten lades ned helt i juni 1986 när nattåget Cooma Mail slutade köra. Goulburn var den sista stationen i delstaten där tåg stannade så att passagerare kunde besöka Railway Refreshment Rooms. Från och med 1980-talet har stationen varit föremål för flera upprustningar.

### Övriga stationer
North Goulburn Railway Station, cirka 2,5 kilometer norr om den första stationen, invigdes år 1882. Denna blev den andra stationen i Goulburn. Efter invigningen av Goulburns fängelse år 1884 användes stationen av fångar som transporterats med tåg. Banan förbi North Goulburn byggdes ut till dubbelspår år 1914. North Goulburn stängdes den 9 mars 1975.
I samband med invigningen av järnvägen mot Crookwell togs nya stationer i Goulburn i bruk. Den första av dessa var Arygle Railway Station som låg cirka 2,7 kilometer från centralstationen. Stationen var belägen utanför fängelset och vid öppningen fanns en perrong på 50 fot (cirka 15,2 meter). När Argyle invigdes slutade fångar att använda North Goulburn. Perrongen listades den 17 maj 1969 som riven. Cirka 5 kilometer från centralstationen fanns Kenmore Railway Station. Även denna station invigdes med järnvägen till Crookwell och hade då en perrong på 100 fot (cirka 30,5 meter). Stationen betjänade mentalsjukhuset Kenmore Hospital. Efter att perrongen revs år 1968 fanns en namnskylt vid marknivå för att markera stationen. Kenmore stängdes den 9 juli 1975.
Planer för ytterligare en station, vid knuten Joppa Junction, godkändes år 1885 men kom aldrig att förverkligas. Stationen var tänkt att ha två perronger, en betjänande stambanan och den andra bibanan.

## Lokstationer, vatten och överliggningshus

### Goulburn North
Vid tiden för järnvägens invigning togs lokstallet Goulburn North i bruk. Byggnaden hade måtten 40 × 107 fot (cirka 12,2 × 32,6 meter) och två spår. Lokstationen upprustades under 1880-talet med ny utrustning. Ett nytt lokstall, med en byggnad på varsin kortsida av ett skjutbord, uppfördes år 1885 och rymde sammanlagt 28 lok. Det tidigare lokstallet gjordes då om till en verkstad. En utbyggnad av lokstationen planerades år 1913 men gick om inget på grund av penningbrist som en följd av första världskriget. En ny lokstation, South Goulburn, togs i bruk år 1918. Efter att den togs i bruk svarade South Goulburn för godstågsloken medan Goulburn North svarade för persontågsloken och tyngre underhåll av båda loktyper. Goulburn North stängde år 1936 och revs i februari 1941.

### South Goulburn

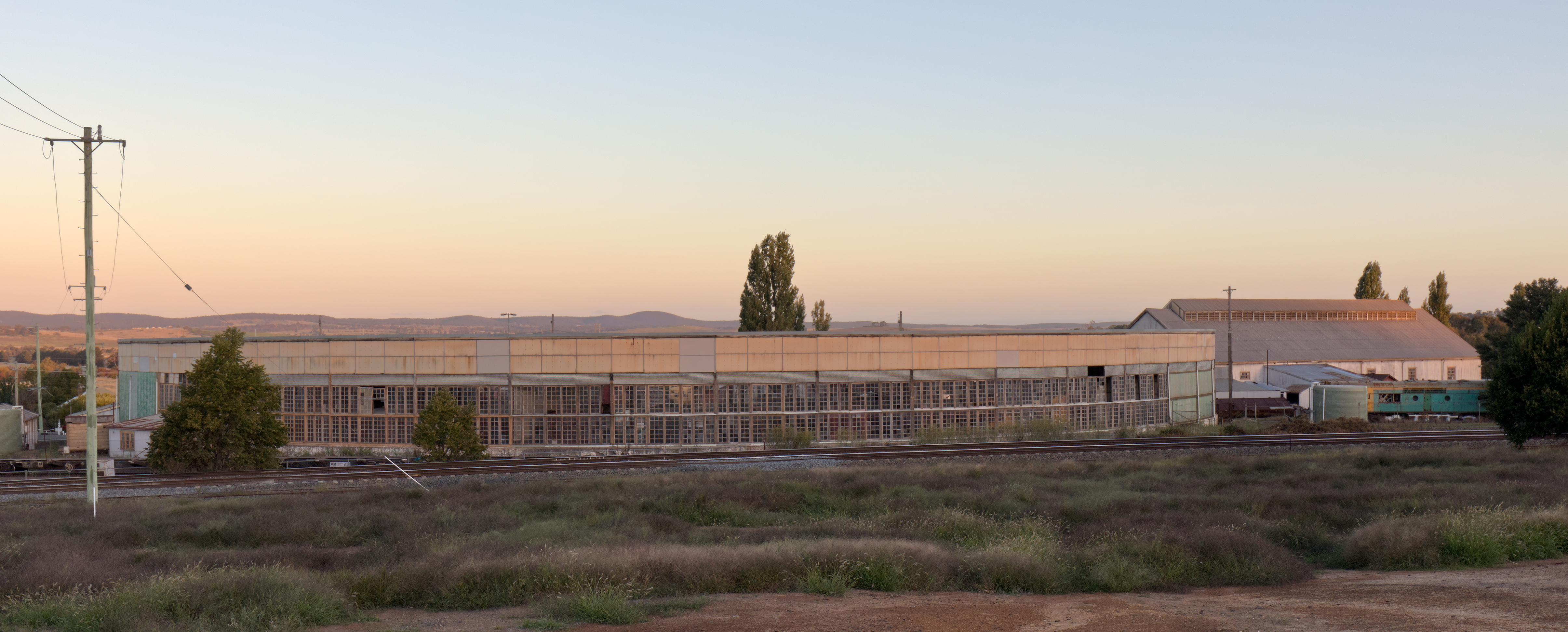
Goulburn Roundhouse (till vänster) och lokstallet som tidigare stod i Wellington (till höger) mars 2021.

Planer för en ny lokstation i Goulburn förbereddes under åren 1915–1917 i samband med utbyggnaden av Main South Line till dubbelspår. Den nya lokstationen, South Goulburn, invigdes den 15 maj 1918 och hade en vändskiva på 75 fot (22,86 meter) betjänande ett cirkulärt lokstall med 42 spår. Tidigare planer inkluderade två eller tre sådana lokstall, men dessa kom aldrig att uppföras. Inte heller anlades en planerad verkstad och detta fick som följd att underhållsarbete kom att delas mellan South Goulburn och Goulburn North. Lokstationen upprustades på 1920- och 1930-talen. Ett 157 fot (cirka 47,9 meter) långt lokstall, som tidigare stått i Wellington, flyttades år 1930 till South Goulburn och blev dess verkstad. Maskineriet från Goulburn North flyttades år 1936 över till South Goulburn i samband med att de två lokstationerna slogs ihop. Ett år dessförinnan hade vändskivan bytts ut mot en längre modell på 90 fot (cirka 27,4 meter) för att kunna vända större lok.
Under andra världskriget då trafikmängden ökade, och även efter kriget, fortsatte South Goulburn att byggas ut med ny utrustning för att tömma lok på aska och förse dem med sand. Anpassningen för dieseldrift inleddes år 1952, åtta år före Goulburn tilldelades tio diesellok. Samma år som Goulburn tilldelades dess första diesellok, år 1960, hade en ny byggnad uppförts för bruk av ånglok. Lokstationen fortsatte att upprustas för dieseldrift under 1960- och 1970-talen. Ångdrift vid South Goulburn upphörde år 1969 och efter dess började utrustningen för ånglok att avvecklas. En del av lokstallet, täckande 17 spår, revs år 1973. Försök att dra ned på driftkostnader under 1980-talet mynnade ut i att lokstationen stängdes den 4 juli 1986. Under decenniet kom också flera andra lokstationer runtom i delstaten att stängas. Fyra år senare hyrdes anläggningen ut till Goulburns kommun i syfte att etablera ett järnvägsmuseum. Museet, Goulburn Rail Heritage Centre, bedrivs av föreningen Goulburn Loco Roundhouse Preservation Society.

### Vatten
Från järnvägens invigning pumpades vatten från en brunn i Mulwaree Ponds nära stationen till en vattentank. En till tank uppfördes senast 1884. Anläggningen var i bruk fram till 1908. Söder om Goulburn, vid platsen där järnvägen och Mulwaree Ponds är som närmast, anlades en vattenreservoar på 20 000 gallon (cirka 90 900 liter). Vatten pumpades från vattendraget till reservoaren och det fanns en vattenhäst så att lok kunde där ta vatten. Anläggningen kom att kallas Mulwaree Tank. Datumen för anläggandet och rivningen går isär. Enligt Sharp anlades Mulwaree Tank år 1875 i samband med invigningen av järnvägen mot Gunning. Andra menar att Mulwaree Tank togs i bruk den 3 januari 1884 och kunde endast användas av tåg på järnvägen mot Tarago. Som rivningsdatum har angivits såväl år 1920 som den 22 oktober 1971.
Det beslutades år 1902 att anlägga ett vattenmagasin i Mulwaree Ponds. För ändamålet exproprierades cirka 7,3 hektar mark år 1905. Ursprungliga planer för en jorddamm övergavs år 1907 då det beslutades att anlägga en betongdamm. Dammen var färdigbyggd år 1908 och den blev 5 fot 6 tum (cirka 1,68 meter) hög. Den hade en på kapacitet 61 114 000 gallon (cirka 227,83 miljoner liter). Dammens anläggning fordrade en flyttning av vägen Braidwood Road. Två vattenreservoarer anlades nära dammen. Den första var belägen 50 fot (cirka 15,2 meter) högre än och ungefär 40 chain (cirka 800 meter) norr om pumphuset. En reservoar i betong med en kapacitet på 500 000 gallon (cirka 2,27 miljoner liter) byggdes år 1912. Ytterligare en reservoar med samma kapacitet anlades intill den första år 1922. Från reservoarerna lades ledningar till Goulburns två lokstationer. Dammen drabbades av försiltning och försök att åtgärda problemet år 1925 visade sig inte att fungera.
Planering för en ny damm inleddes år 1923. Järnvägsväsendet utarbetade två alternativ för ett vattenmagasin i Mulwaree Ponds närmare Joppa Junction. Det större alternativet, som slutligen valdes, inkluderade ett vattenmagasin på 156 miljoner gallon (cirka 709,2 miljoner liter) och det mindre på 12 miljoner gallon (cirka 54,6 miljoner liter). Dammens bygge inleddes år 1926 och fullbordades året därpå. Dammen består av en två yttre murar i murtegel med ett inre parti i betong. Höjden blev 25 fot (7,62 meter) och som bredast är muren 12 fot 6 tum (3,81 meter). Reservoarerna byttes till stadsvatten år 1967 och revs cirka år 1990 för att göra plats åt en omdragning av motorvägen Hume Highway. Dammen är bland järnvägsväsendets största och även bland de sista större anläggningar.

### Överliggningshus

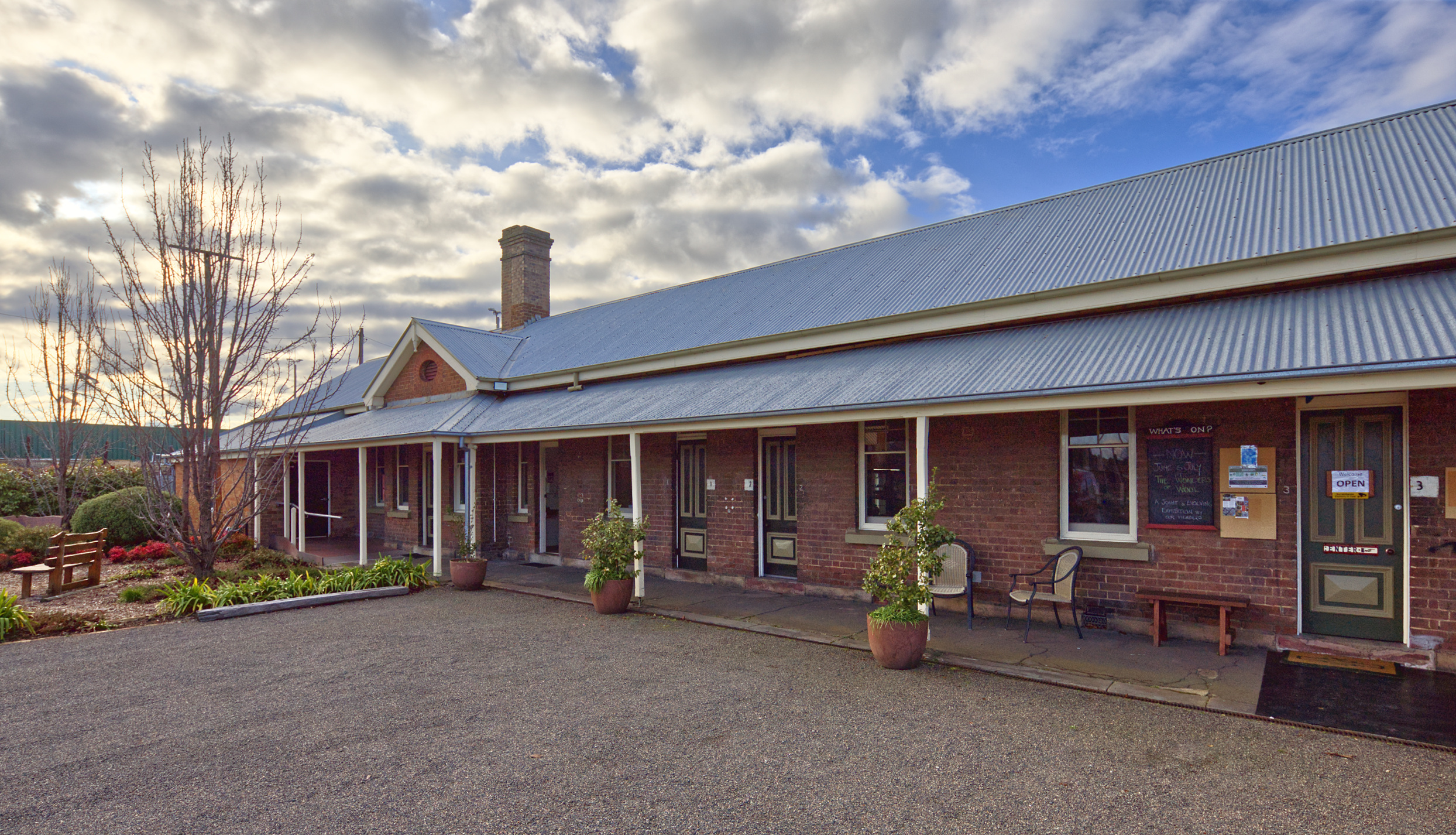
Överliggningshuset uppfört 1890 har återanvänts som konstgalleri.

Ett överliggningshus för bruk av tågvärdar anlades på 1880-talet. Anläggningen bestod ursprungligen av tre byggnader, själva överliggningshuset, en byggnad med ett kök och en matsal samt en toalettbyggnad. Anläggningen utökades år 1969 då sex nya sovrum anlades. Goulburn Railway Bowling Club köpte anläggningen och efter år 1985 revs flera byggnader. Byggnaderna som ursprungligen hyste köket, matsalen och toaletterna fick stå kvar. För lokpersonal anlades ett överliggningshus i omedelbar närhet av lokstallet från år 1885 vid Goulburn North. Planritningen för huset är daterad 1887 och anläggningen hade även ett skilt kök. Anläggningen revs efter år 1930. Dessa två anläggningar anlades innan järnvägsväsendet hade tagit fram en standardplan för överliggningshus.
Standardplanen framtogs år 1890 och tillämpades först i Hamilton. Samma år uppfördes i Goulburn ett planenligt överliggningshus nära det första överliggningshuset för lokpersonal. Byggnaden hade åtta sovrum och ett inbyggt kök. Toaletterna var som i tidigare överliggningshus i en annan byggnad. Efter att lokstationen South Goulburn invigdes år 1918 var det endast lokpersonal till persontåg som använde överliggningshuset vid Goulburn North. Detta återspeglade lokuppdelningen, då persontågslok sköttes vid Goulburn North och godstågslok sköttes vid South Goulburn. Efter att beständigare lokaler vid South Goulburn uppfördes år 1935 byttes namnet på överliggningshuset vid Goulburn North till Old Loco Barracks. Old Loco Barracks byggdes om år 1962 för att avhjälpa en platsbrist. Det fanns 24 sovplatser år 1975. Från och med 1970-talet började järnvägens banavdelning att disponera över anläggningen, detta efter att lokavdelningen hade upphört att använda den. Överliggningshuset byggdes ut år 1984 i samband med att badrummen renoverades. Byggnaden har återanvänts som ett konstgalleri och ändrats invändigt.
En plan för ett överliggningshus vid South Goulburn ritades år 1916. Byggnaden skulle varit i murtegel och haft 20 sovplatser. Huset uppfördes inte och istället flyttades ett antal stugor till South Goulburn. Dessa hade måtten 18 × 9 fot (cirka 5,48 × 2,74 meter). En ny plan framtogs 1925 men kom inte heller att realiseras. Ett överliggningshus i murtegel uppfördes vid South Goulburn år 1935. Huset hade tio sovrum med två sovplatser i varje rum samt ett gemensamt badrum med toalett och pissoar. Avskilt från byggnaden var en tvättstuga, även denna i murtegel. Senare kom ett antal av bodarna att flyttas till andra orter i delstaten. Huset byggdes ut år 1941 med sex nya sovrum och ytterligare en toalett och en pissoar. Under 1950-talet användes överliggningshuset som bostäder för migranter från andra världskriget som tagit anställning hos järnvägsväsendet. Överliggningshuset var i bruk fram till cirka 1977 och kom tre år senare att byggas om till ett rehabiliteringscentrum för järnvägsanställda lidande av substansmissbruk. Huset kom senare att säljas och användas av bilentusiaster som besöker racerbanan Wakefield Park.
På platsen för Railway Institute uppfördes ett överliggningshus år 1976. Byggnaden är i murtegel och hade 40 sovrum fördelade över två våningar. Vid det här laget hade järnvägsväsendets mekaniska avdelning och trafikavdelning slagits ihop till en gemensam driftavdelning. Det nya överliggningshuset blev således gemensamt för flera anställda. Huset kom att tillhandahållas av godsavdelning Freightcorp som vid ett okänt datum efter år 1996 sålde det till en välgörenhetsorganisation.

## Signalställverk
Goulburns första signalställverk anlades cirka 1884. Dess vidare öde är okänt. Ett nytt ställverk anlades cirka 1886 och även dess vidare öde är okänt. Den 21 september samma år invigdes tre nya ställverk vid Goulburn, nämligen Goulburn North, Goulburn Station och Goulburn South. Ställverkhusen Goulburn Station och Goulburn South var båda av en typ lanserad år 1883 och kom att uppföras i ungefär 120 exemplar fram till år 1914. Goulburn Station var i trä och ovanligt bland signalställverkshus i New South Wales då det fanns ovanpå ett sidospår. Detaljer kring byggnaden vid Goulburn North är okända. Tre månader senare, den 21 december 1886, anlades även ett signalställverk vid knuten Joppa Junction. Även denna byggnads utformning är okänd. Ställverket var i bruk fram till den 5 juni 1889 då det stängdes av kostnadsskäl.
Ställverket Goulburn South ersattes samma dag som Joppa Junction stängdes. Detta skedde i samband med en ombyggnation av bangården och det att en intilliggande plankorsnings skydd började styras från ställverket. Den nya byggnaden var uppförd i murtegel och troligen hade samma form som byggnaden den ersatte. Byggnaden förlängdes förmodligen och var ett av de ansenligaste ställverkshusen mellan Granville i Sydney och Junee. Ställverket Goulburn North antingen flyttades eller ersattes år 1902 i samband med invigningen av järnvägen mot Crookwell. Ett nytt ställverk togs i bruk vid Joppa Junction år 1912 då järnvägen mellan Goulburn och Joppa Junction byggdes om till konventionellt dubbelspår. Den nya byggnaden var i trä och den första av sin typ hos regeringens järnvägar. Samma år anlades ett ställverk för att styra knuten till ett makadambrott nära North Goulburn. Ställverket stängdes tre år senare när bangården byggdes om. I samband med utbygget till dubbelspår anlades ett signalställverk vid stationen i North Goulburn år 1914. De båda ställverkshusen var av en typ som lanserades omkring år 1896 i syfte att minska kostnaderna.
Ställverket Goulburn North ersattes i juni 1913 som en del av utbyggnaden till dubbelspår. I samband med anläggningen av det nya lokstallet, Goulburn Roundhouse, och en ny bangård, invigdes lokstallet Goulburn Loco i april 1916. Goulburn Norths och Goulburn Locos ställsverkshus var likt det vid Joppa Junction. Kort efter att ha tillträtt som chefskommissarie för delstatens transportmyndighet år 1973 kommenterade Phillip Shirley driftskostnaden vid Goulburn. Han menade att en sträcka järnväg på en engelsk mil (cirka 1,6 kilometer) genom Goulburn hade delstatens högsta driftskostnader då det fanns fyra ställverk utmed sträckan varav tre var bemannade dygnet runt. Enligt Shirley var det en prioritet att ändra på detta, men när han avgick som chefskommissarie i november 1975 hade ingenting ändrats. I slutet av år 1977 brann två ställverkshus ner i om loppet av tre månader. Först brann Joppa Junction ner och sedan brann Goulburn Loco ner i en brand som troligen var anlagd. Båda ställverkshusen ersattes med byggnader som förmodligen uppfördes av en lokal järnvägssnickare. Ställverkshuset Joppa Junction uppfördes på den tidigare byggnadens fundament och bestod av en trästomme med beklädning i asbestcementplattor. Byggnaden vid Goulburn Loco var den första av fyra exemplar som förmodligen byggdes av en järnvägssnickare i Goulburn. Byggnaden hade ett pulpettak.
Avtal för bygget av ett nytt ställverkshus skrevs i februari 1978. Den lådliknande byggnaden är ritad av järnvägsväsendet. Byggnaden är i två våningar med en stomme i stål och beklädd med murtegel. Det nya ställverket, Goulburn, var elektriskt till skillnad från tidigare mekaniska ställverk. Goulburn togs i bruk den 28 oktober 1979 och samtidigt stängdes ställverken Goulburn North, Goulburn Station, Goulburn South och Goulburn Loco. Ställverket Joppa Junction stängdes dygnet därpå. Från och med den 18 januari 1997 fjärrstyrdes Yass Junction från Goulburn. Ställverket Goulburn stängdes den 19 juni 2007 när driftplatsen började fjärrstyras från Junee. Stängningsdatumet för North Goulburn är okänt men troligtvis år 2005. Genom antalet ställverkshus var Goulburn ovanligt i delstatens södra då Goulburn hade fyra ställverkshus jämfört med andra större järnvägscentra som hade två.

## Trafik, industrier och bangårdar

### Trafik
Det har funnits tre bangårdar i Goulburn genom åren. Närmast mittperrongen finns bangården Down Marshalling Yard och närmast stationshuset fanns från år 1869 bangården North Yard. Söder om stationen, nära Goulburn Roundhouse, fanns Up Marshalling Yard. Down och Up Marshalling Yard kunde växlas dygnet runt, medan North Yard växlades under två av dygnets tre arbetspass. Utöver detta växlades även lokstationen vid Goulburn Roundhouse under ett pass per dygn. Under andra världskriget drogs sjöfrakt utmed kusten in. Detta innebar att järnvägen fick stå för transporten av järnmalm till stålverken i Newcastle och Port Kembla. Två av bangårdarna, Down och Up Marshalling Yard, blev ombyggda under andra världskriget som ett svar på en ökande trafikmängd. Ombyggnationen bekostades av federala regeringen och flera spår i bangårdarna fick då något anonyma namn som syftade till att inte avslöja för vilka ändamål de användes. Efter krigsslutet upphörde järnmalmstrafiken.
För persontrafiken vid Goulburn står NSW Trainlink. Bolagets fjärrtågtrafik uppgick i april 2022 till tre tåg per dygn mellan Sydney och Canberra, två tåg per dygn mellan Sydney och Melbourne samt två tåg per vecka mellan Sydney och Griffith. NSW Trainlink kör även intercitytågen vid Goulburn, med minst två avgångar varje dag mot Campbelltown eller Sydney, som en del av linjen Southern Highlands Line. Utöver tågtrafiken står NSW Trainlink även för en buss mot Moss Vale varje dag. Åren 2016/2017–2018/2019 passerade kombitåg på minst 9,4 miljoner ton Goulburn varje år. Med övrig trafik medräknad ökade detta till mellan 14 och 19 miljoner ton årligen. Från Goulburn fraktas stockar till två hamnar. Godståg kan ställas upp i bangården.

### Industrier

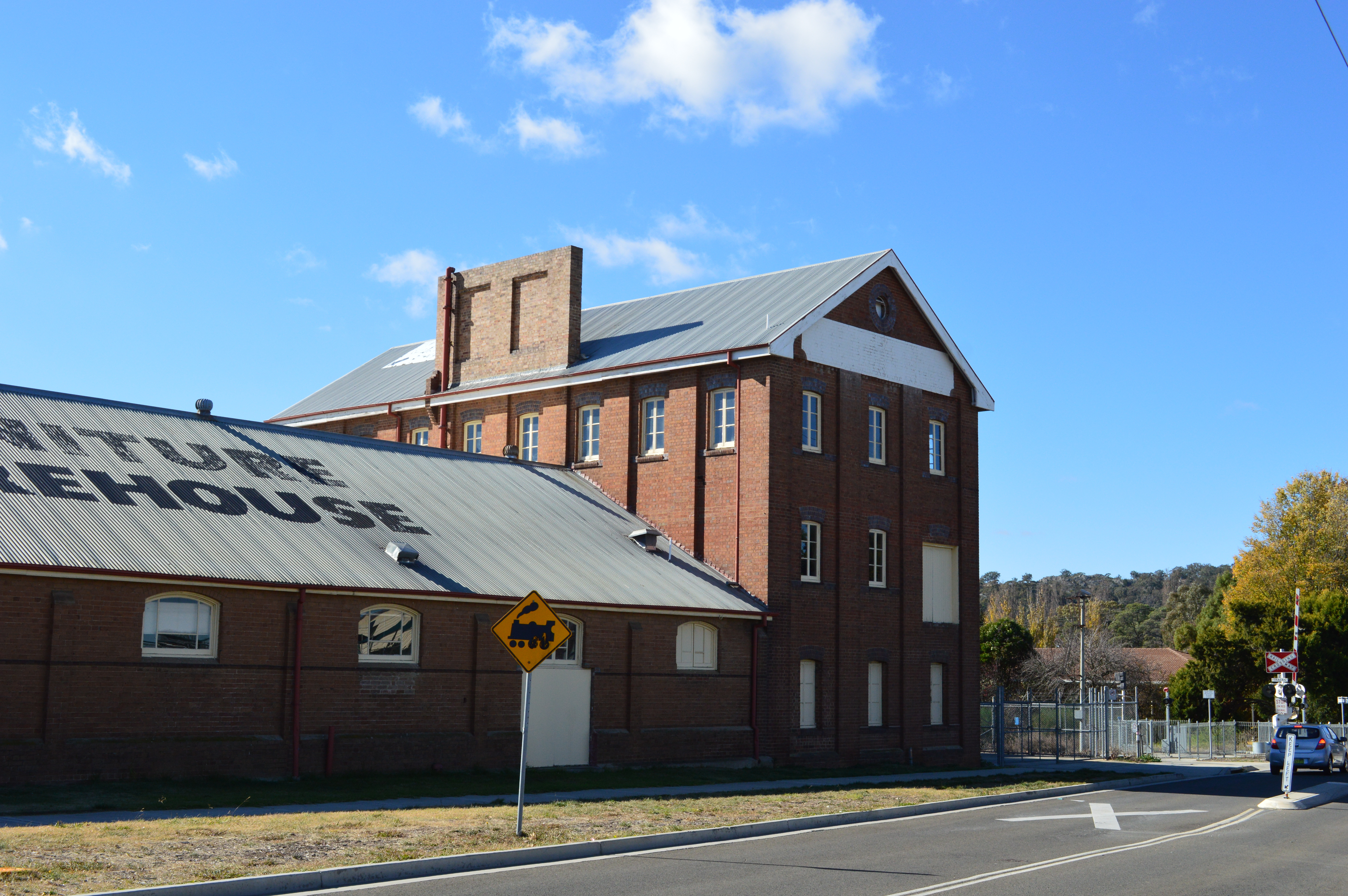
Före detta kvarnen Connolly's Flour Mill sedd år 2013. Järnvägen är i fonden.

Genom åren har ett urval av industrier i Goulburn betjänats av järnväg. Ett gasverk anlades av Goulburn Gas and Coke Company nära järnvägen år 1879. Inledningsvis användes talg men företaget bytte år 1881 till kol som levererades med tåg. Under en tid hade företaget ett eget sidospår. Mjölkvarnen Connolly's Flour Mill anlades år 1908 på platsen där Goulburns tidigare badhus låg. Kvarnen hade ett eget sidospår och en vagnvåg. Byggnaden kom senare att användas som möbelaffär. Från och med 1920-talet anlade flera bensinföretag privata sidospår runtom Goulburn. Dessa fanns mellan North Goulburn och South Goulburn och även utmed järnvägen mot Crookwell. Under en period hade mejeriet Taralga Co-operative Dairy ett sidospår.
Mellan Argyle och Kenmore uppfördes ett ullverk år 1922 som betjänades av järnväg fram till år 1964. Under andra världskriget anlade federala regeringen en ammunitionsfabrik vid Argyle. Efter krigsslutet övertogs fabriken av textiltillverkaren Pacific Chenille Craft Company. Goulburns kommun invigde ett slakteri vid Joppa Junction den 18 maj 1951. Slakteriet betjänades av ett sidospår som anlagts redan år 1948 och avskaffades i augusti 1994. Utöver industrierna betjänade järnvägen federala post- och telegrafverket Postmaster-General's Department som från och med år 1942 hade ett sidospår vid Kenmore. Även kol till pannorna på Kenmore Hospital levererades med tåg. I närheten av North Goulburn bedrev mellan åren 1892 och 1943 järnvägsväsendet ett makadambrott. Brottets omsättning år 1913 var 2 500 engelska ton (cirka 2 540 ton) makadam i veckan och sysselsatte då 120 man.

### Down Marshalling Yard (South Yard)
Down Marshalling Yard ligger intill och öster om stationen. Bangården går även under namnet South Yard då trafik på väg syd (på engelska "south") sköttes i bangården. I bangården har det funnits två skjul för uppställningen av personvagnar. Det första skjulet uppfördes i murtegel år 1869. Skjulet hade måtten 135 × 35 fot (cirka 41,1 × 10,7 meter) och rymde två spår. Byggnaden revs år 1884 för att göra plats åt en utbyggnad av bangården. Ett nytt skjul, rymmande två spår, anlades på 1890-talet och revs år 1943. Samma år bekostade den federala regeringen en omfattande ombyggnation av bangården. En anläggning för vagnreparation har funnits i Down Marshalling Yard sedan åtminstone år 1919 då den försågs med en portalkran. Anläggningen omfattade tre spår. Efter att trafikmängden vid Goulburn avtog på 1980-talet användes bangården i början av 1990-talet för uppställning av överflödiga vagnar.

### Up Marshalling Yard (Wheat Yard)
Up Marshalling Yard låg söder om stationen på motsatt sida av huvudspåren till Goulburn Roundhouse. När ställverket Goulburn Locos invigdes i april 1916 var bangården nyanlagd. Bangården gick även under namnet Wheat Yard.
Delar av Australien plågades av stora antal möss och vivlar under 1910-talets andra hälft. Läget förvärrades av en brist på exportkapacitet på grund av första världskriget vilket gjorde att skördad spannmål blev kvar i högar intill järnvägen. Bland förslagen för att komma tillrätta med besväret var att flytta spannmålen till utsedda lagringsplatser. Goulburn utsågs som lagringsplats då det troddes att dess klimat skulle vara ogynnsamt för skadedjuren. Ett antal sidospår anlades i mitten av år 1917 och det förväntades att det skulle staplas 1,8 miljoner säckar spannmål, motsvarande 144 000 engelska ton (cirka 146 300 ton). Högen blev närmare 1,6 kilometer lång. En anläggning för att rengöra spannmålen byggdes år 1918. Efter att ha rengjorts tros spannmålen ha transporterats till ett lager norr om Goulburn. Lagret i South Goulburn stängdes den 13 september 1920.
Utrustning för att sköta på- och avlastningen av boskap anlades i bangården år 1923. Innan utrustningen anlades hade boskap sköttes vid North Goulburn. En vagnvåg med kapacitet på 50 engelska ton (cirka 51 ton) anlades i bangården år 1928. För att sköta ulltrafiken uppfördes två skjul i bangården, det första år 1956 och det andra år 1960. Det första utgjordes av en del av ett skjul som hade funnits i Galong. Det andra bestod av delar av skjul som hade flyttats från Boorowa respektive Bowning. När bangården stängdes år 1985 hade boskap redan slutat att transporteras med tåg i Goulburn. Mycket av bangården har rivits.

### North Yard och godsmagasinet
North Yard betjänade godsmagasinet, en tegelbyggnad uppförd år 1869. Godsmagasinet hade ett genomgående spår, detta enligt gällande standard åren 1855 till 1881. Bruket av murtegel istället för trä var dock ovanligt. Efter utbyggnad blev godsmagasinets mått 146 × 45 fot (cirka 44,5 × 13,7 meter). Godsmagasinet blev näst störst, efter det i Albury, utmed delstatens södra stambana. En lastkaj, betjänad av två spår, anlades norr om godsmagasinet år 1905. Lastkajen användes av man som sorterade och omlastade styckegods mellan vagnar med olika mål. Lastkajen har ett tak och förlängdes år 1908. Lastbilar började användas år 1975 av järnvägsväsendet för godsleveranser i trakten runt Goulburn. Runt decenniets slut hade leveransområdet utökats till Crookwell, 45 kilometer ifrån Goulburn. När godsmagasinet började marknadsföras som ett Freight Centre (på svenska ungefär fraktcentrum) åren 1981 och 1982 hade godståg slutat att betjäna anläggningen. I flera orter upprustades godsmagasinet i samband med konceptets lansering, något som inte skedde i Goulburn. Järnvägsväsendet slutade att erbjuda paketleveranser den 25 oktober 1996. Godsmagasinet kom senare att användas av det utom järnvägssfären stående transportföretaget Star Track. Byggnaden har byggts om minst två gånger, senast år 1977, efter att ha skadats i urspårningar.

## Tjänstebostäder och sociala inrättningar

### Tjänstebostäder

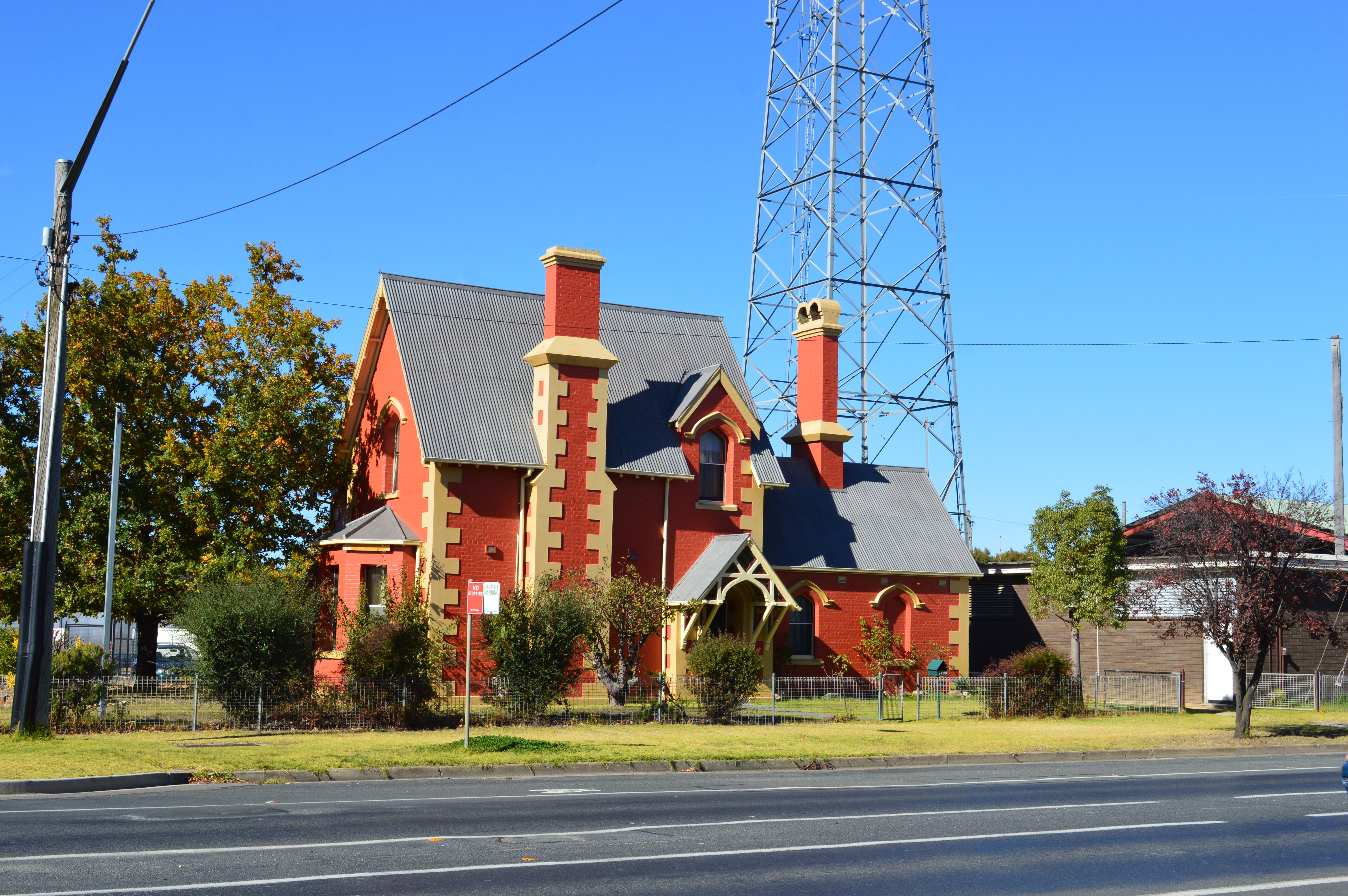
Stinshuset den 18 maj 2013. Stationshuset är till vänster.

Endast ett fåtal bostäder i Goulburn har ägts eller byggts av järnvägsväsendet. Detta kan jämföras med andra städer utmed delstatens södra stambana, såsom Junee, där järnvägsväsendet ägde fler än 50 bostäder. Att så få ägdes i Goulburn beror på att staden redan var etablerad när järnvägen invigdes år 1869 och att det därmed fanns tillräckligt med privata bostäder för anställda att köpa eller hyra. Ett tvåvånigt hus åt Goulburns stins uppfördes år 1870. Dessförinnan hade en grindvaktstuga uppförts i North Goulburn år 1867. En annan grindvaktstuga uppfördes i Goulburn år 1869. Denna blev den sista grindvaktstugan utmed södra stambanan att byggas enligt en standardplan i nygotik framtagen av John Whitton.
I syfte att anlägga ett bostadsområde köptes ungefär 15,8 hektar mark 1920 som skulle räcka till 160 hus. Marken låg nära, men på motsatt sidan av järnvägen till, Goulburn Roundhouse. Planerna gick i stöpet och marken såldes vidare till kommunen år 1924. Järnvägsväsendet hade planer för flera andra bostadsområden runt om i delstaten varav endast vissa förverkligades. När Goulburns två lokstationer slogs samman året 1936 flyttade Steam Shed Inspector till ett nytt kontor vid Goulburn Roundhouse. Det tidigare kontoret byggdes då om till ett hus åt Locomotive Supervisor, som bar ansvar för områdets lokavdelning. Huset köptes senare av Goulburn Railway Bowling Club, som i avtalet förpliktigades att anskaffa ett nytt hus för bruk av järnvägsväsendet.
Några tomter exproprierades för bygget av en vägbro över järnvägen. På en av dessa fanns ett hus som inte behövde rivas och kom istället att användas som tjänstebostad från 1920-talet fram till år 1958 då det såldes. Samma år köptes tre hus, dessa för innehavare av befattningarna Divisional Engineer, Locomotive Superintendent och Senior Travelling Inspector.

### Sociala inrättningar

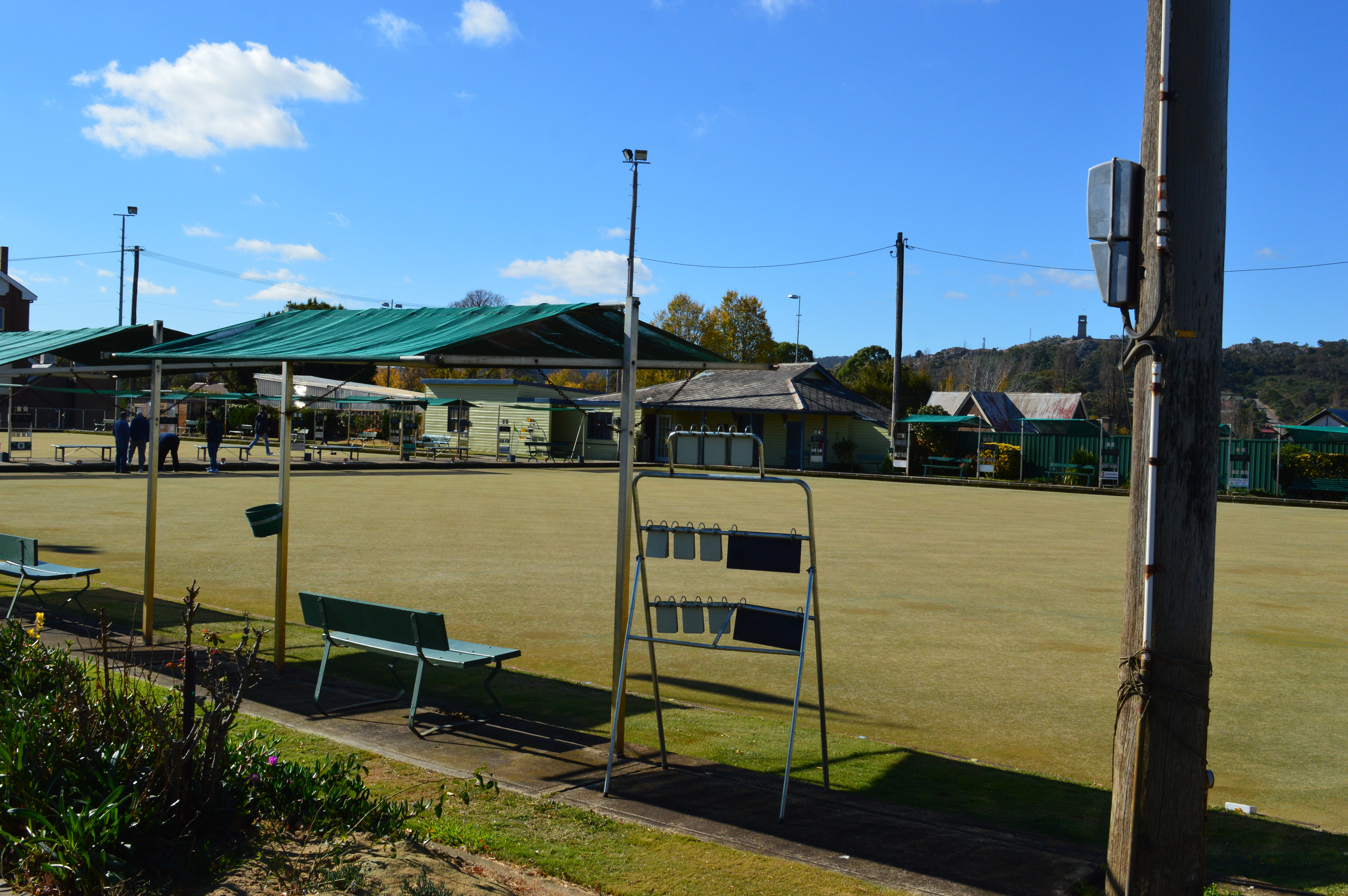
Goulburn Railway Bowling Club den 18 maj 2013.

Railway Institute etablerades under sena 1880-talet. Railway Institute syftade till att värna om järnvägsanställdas, inklusive deras familjer, privatliv och utbildning. Fokus låg inledningsvis dock åt den sociala sfären. Liknande inrättningar, fast utan anknytning till järnvägen, hade etablerats i Goulburn åren 1885 och 1901. Railway Institute etablerades i Goulburn år 1915 och disponerade då över en lokal som tidigare tillhört polisen. Lokalen invigdes året därpå. Järnvägsväsendet köpte en ny fastighet åt föreningen cirka två år senare. Fastigheten låg nära stadskärnan och bestod av en byggnad i två våningar  med mått 117 fot 8 tum × 42 fot 2 tum (cirka 35,86 × 13,77 meter). På första våningen fanns ett kök, bibliotek, biljardrum, en motionssal och en salong. På övervåningen fanns en tjänstebostad åt vaktmästaren och sex klassrum. De nya lokalerna invigdes av Chief Railway Commissioner James Fraser den 30 juli 1919. Utbygge av föreningens lokaler skedde sammanlagt fyra gånger under 1920- och 1930-talen. I Goulburn bedrev Railway Institute en dartförening, en bowlsförening och hade tre tennisbanor. Goulburns avdelning av Railway Institute stängdes på 1970-talet, samtidigt som flera andra avdelningar runt om i delstaten. Bredvid Newcastle blev Goulburns avdelning av Railway Institute den största utanför Sydneyområdet.
Flera bowlingföreningar för järnvägsanställda grundades under 1950-talet. När föreningen i Goulburn på 1960-talet ville utöka antalet bowlingplaner införskaffades mark utmed Bruce Street där tennisbanor anlades. De tidigare tennisbanornas gjordes då om till bowlingplaner. Föreningen Goulburn Railway Tennis Club har hand om tennisbanorna. Flera av bowlingföreningens byggnader och andra föremål har anknytning till järnvägen. Bland dessa är en grind som tillverkades på Perway Workshops. På tidiga 2010-talet fanns två järnvägsbowlingföreningar kvar, i Goulburn och Dubbo. Goulburn Railway Bowling Club blev insolvent och förvärvades år 2009 av Wyong Rugby League Club Group. Sedan dess har föreningens ekonomi förbättrats.

## Kontor och verkstäder

### Kontor
Norr om stationshuset i Goulburn, utmed Sloane Street, fanns flera kontor för överordnade ämbeten. Närmast stationshuset fanns en uppsättning kontor för District Traffic Superintendent. Kontorets historia börjar omkring år 1882 då rollen Traffic Inspector, med ansvar för personal inom trafikavdelningen, tros att ha skapats i Goulburn. Byggnaden som kom att husera District Traffic Superintendent uppfördes år 1901 och var då avsedd att inhysa Traffic Inspector och en elektriker. Järnvägskommissarie Edward Miller Gard Eddy inrättade nya ledningsroller inom flera av järnvägsväsendets branscher. Inom trafikavdelningen skapades de nya rollerna år 1889 eller 1890. Inledningsvis var rollerna förlagda till Sydney, men runt år 1899 flyttades de till deras respektive geografiska områden.
Andra ändringar har, eller tros ha, samband med inrättandet av nya tjänster. En tillbyggnad omfattande bland annat nya toaletter, en matsal och ett utrymme för dokumentlagring utfördes år 1983. Samtidigt utfördes även invändiga ändringar. Efter stängningen av lokstationen South Goulburn flyttades flera personal till kontoret år 1986. Rollen som District Superintendent avskaffades år 1992 och ersattes med Area Operations Manager. I samband med privatiseringen av godstågstrafiken och tillträdet av Australian Rail Track Corporation som infrastrukturförvaltare slopades dessa roller under år 2004. En nyupprättad trafikledningscentral fick plats i en tillbyggnad under åren 1936 till 1937 bakom kontoret för District Traffic Superintendent. Samtidigt uppfördes ett telegrafkontor med plats till åtta telegrafister. Efter att trafikledningscentralens ansvarsområden minskade år 1987 stängdes den helt den 11 mars 1989. Centraler i Sydney och Junee övertog dess funktion.
Nästa byggnaden norr var ett kontor åt District Locomotive Superintendent. Rollen svarade för driften av lokstationer i regionen, dessa fanns i bland andra Cooma, Harden, Moss Vale och Yass. Till skillnad från de omgivande byggnaderna, som är i murtegel, uppfördes kontoret i trä. Det är okänt när kontoret uppfördes, men det är möjligt att behovet för ett nytt kontorsbyggnad uppstod till följd av omflyttningar som skedde i samband med stängningen av lokstationen Goulburn North år  1936. Enligt Sharp återspeglar byggnadsmaterialet, trä, en åtstramad tillgång till ekonomiska medel under 1930-talet. District Engineers kontor låg norr om denna byggnad. Under sena 1960-talet hade District Engineer ansvar för spåren, broarna och byggnaderna i ett område som sträckte sig från Glenlee i norr till Harden i söder. Området omfattade även bibanorna mot Crookwell, Bombala, Yass och Boorowa. Kontorsbyggnaden ritades år 1882 och uppfördes kort därpå. Intill finns en byggnad i murtegel som hyste signalavdelningens kontor. Byggnaden uppfördes år 1985 och ersatte en tidigare byggnad i trä. Det var även i detta område som transportföretaget Qube Logistics hade ett kontor under 2010-talet.

### Perway Workshops

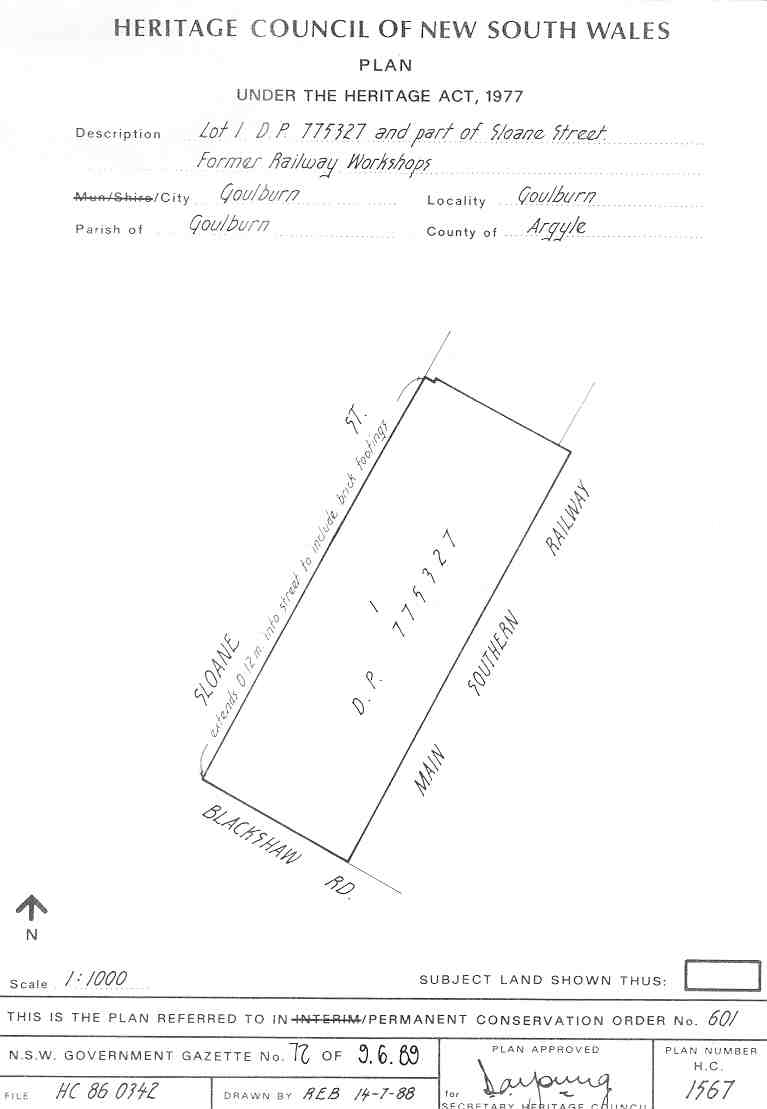
Permanent Conservation Order som utfärdades för Perway Workshops.

En verkstad för järnvägens banavdelning, Perway, anlades år 1881. Den första byggnaden uppfördes i murtegel med ett tak i korrugerad plåt, anlagd med en gavel mot vägen. Under de efterföljande fyra åren tillkom flera byggnader. Anläggningen kom att omfatta ett gjuteri, snickeri, en smedja, maskinverkstad och lokaler för målning och tillverkning av rörmokeriföremål. För transport av föremål inne i anläggning fanns två smalspåriga spårnät med varsin spårvidd. Tillgång till olika delar av verkstaden möjliggjordes med vändskivor. Anläggningen, inklusive en parkeringsplats rymmande ungefär 80 bilar – en för varje anställd på verkstaden, sträckte sig syd från stationen.
Maskineriet som tidigare varit ångdrivet kom från år 1934 att drivas med el.
Järnvägsväsendet importerade dess första dressin år 1880. Det är troligt att Perway Workshops började underhålla och reparera dressiner från och med denna tid. Montering av dressiner i Goulburn började runt år 1895. Perway Workshops tillverkade ett antal delar till dressiner, däribland hjulringar och motorer. Verkstan i Goulburn blev en av fyra i New South Wales att bära huvudansvaret för tillverkning av dressindelar. Montering av själva dressinerna, såväl motordrivna som icke motordrivna, skedde främst i Goulburn. Goulburn Perway Workshops stod även för underhåll och reparation av dressiner. Ett försök att förlägga denna verksamhet till Orange under år 1938 gick om intet. Från år 1957 tillverkades fler än 600 exemplar av en motordressin modell 8E i Goulburn. Efter år 1960 kom dressiner att tillverkas i Chullora i Sydney där en motorverkstad hade anlagts. Bland annat tillverkades även verktyg och vattentankar i Goulburn. Under 1920-talet tillverkades även ett stort antal lastbilsvågar.
Verkstaden stängdes år 1982 och såldes år 1987. Perway Workshops antogs till kulturskyddsregistret State Heritage Register den 2 april 1999. Anläggningen hade tidigare skyddats genom en Permanent Conservation Order som utfärdades i juni 1989.

### Cement Works
Senast år 1919 anlades ett betongverk, vilket gick under namnet Cement Works, nära stationen i Goulburn. Under året anslogs pengar för att anlägga ett skjul och sidospår betjänande verket. Betongverket tillverkade bland annat betongelement som användes vid stationsbygge. Även pissoarer och vattentråg tillverkades i Goulburn. Betongverket var förmodligen i bruk ända till sena 1930-talet.

### Goulburn Railway Workshops
New South Wales överordnade transportmyndighet, Public Transport Commission of New South Wales, beställde en utredning av dess verkstäder år 1974. Året därpå lät myndigheten granska verkstäderna internt. Efter delstatsvalet som hölls år 1976 ville transportminister, Peter Cox, värna om järnvägsanställda i Goulburn. Cox beslutade att anlägga en verkstad för vagnreparation i Goulburn. Denna stred emot transportmyndighetens mål om att förbättra dess ekonomi. Cox drev igenom sin vilja och en verkstad anlades år 1980 på platsen för lokstationen South Goulburns kolningsanläggning. Verkstaden invigdes året därpå och var då en av nio liknande anläggningar i delstaten. Före verkstadens invigning hade vagnreparation utförts på lokstationen. Verkstaden hade 102 anställda år 1985. Samma år uppfördes en ny byggnad där vagnar kunde rengöras. Anläggningen var år 1989 en av fyra vagnverkstäder i News South Wales och beskrevs då i en konsultrapport som "modern".
Under tidiga 2000-talet tillverkade verkstaden 50 makadamvagnar. En ny målningsanläggning värd en halv miljon dollar installerades under 2001 och 2002. Denna invigdes den 29 november 2002 av transportministerns parliamentary secretary. Verkstaden ägnade sig också åt annan tillverkning, bland annat brospann. Tre år senare sökte järnvägsväsendet att utarrendera anläggningen. Detta kom efter att delstaten hade upphört att köra godståg. Verkstadens sista dag som delstatlig bedrift blev den 23 juni 2006. Det väntades då att 40 anställda skulle fortsätta i tjänst hos arrendatorn medan åtta skulle gå i pension. Arrendatorn kunde inte bedriva verksamheten lönsamt. I september 2010 skrev Chicago Freight Car Leasing Australia ett avtal för att arrendera anläggningen. På verkstaden utför företaget, som sedermera har bytt namn till Rail First Asset Management, underhåll av dess egna lok och vagnar.

### Övrigt
Söder om, och på motsatt sida av Blackshaw Road till, Perway Workshops fanns järnvägsväsendets magasinsbyggnad. Varor till olika avdelningar inom järnvägen beställdes in till magasinet för att senare levereras till vederbörande avdelning. Söder om magasinsbyggnaden fanns signal- och telegrafavdelningens verkstad. Området har återanvänts av federala infrastrukturförvaltaren Australian Rail Track Corporation.

## Anslutande banor och broar

### Anslutande banor

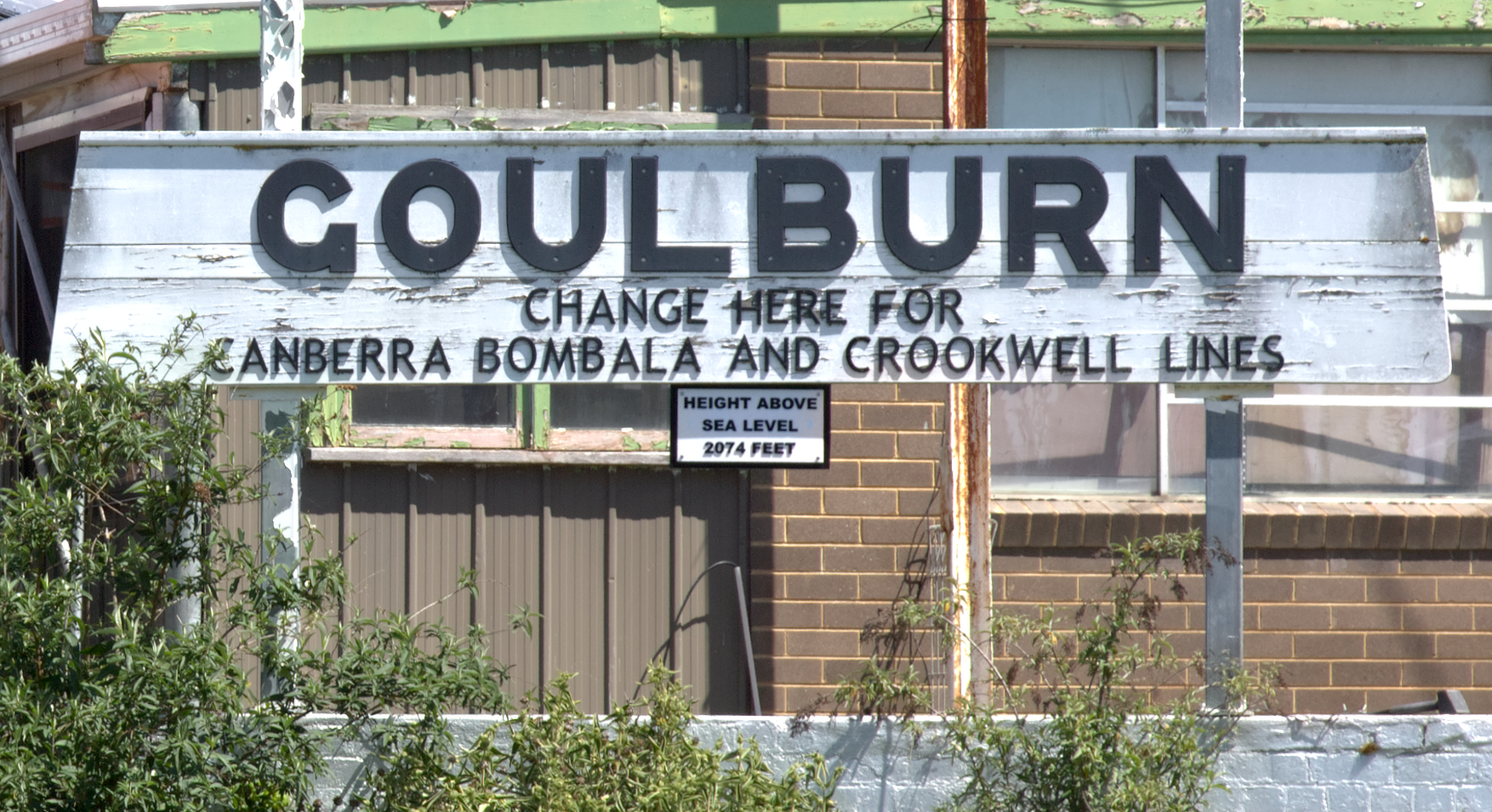
En stationsskylt som förr fanns på Goulburn Railway Station. Skylten upplyste resande att i Goulburn kunde man byta för tåg mot Canberra, Bombala och Crookwell.

Goulburn är beläget på New South Wales södra stambana, Main South Line. Järnvägen löper från delstatens huvudstad, Sydney, till gränsstaden Albury. Goulburn var slutstation för Main South Line under sex år. Den 16 juli 1873 skrevs ett avtal med 
Daniel Williams för bygget av järnvägen mellan Goulburn och Yass. Den första sträckan som ingick i avtalet, från Goulburn till Gunning, togs i bruk den 9 november 1875. Den sista sträckan till gränsstaden Albury invigdes den 3 februari 1881. Bland anledningarna till järnvägens anläggning fanns en önskan att varor producerade i New South Wales skulle exporteras från Sydney istället för från andra koloniers städer. På Main South Line transporteras stål, spannmål, cement och kombitrafik. Norr om Goulburn transporteras även kalksten och aggregat.
Från Goulburn North Junction, belägen norr om centralstationen, grenade järnvägen ut mot Crookwell och dess bibana mot Taralga. Båda banorna är nedlagda. I en utredningsrapport överlämnad i december 1889 anbefallde ett regeringsutskott bygget av en järnväg mellan Goulburn och Crookwell. Ett lagförslag som möjliggjorde bygget av järnvägen röstades fram av parlamentet år 1899. Detta efter att röstats ned vid flera tillfällen mellan åren 1890 och 1896. Första spadtaget ägde rum den 24 maj 1900 och banan invigdes den 23 april 1902. Betydande för järnvägens trafikmängd var transport av superfosfat och boskap. Det sista tåget till Crookwell kördes i mars 1984. Banans stängning dröjde fem år till september 1989. En bibana mellan Roslyn och Taralga togs i bruk år 1926 och lades ned år 1957. Bland varorna som transporterades på järnvägen noteras ull, potatis och boskap.
Från den södra knuten, Joppa Junction, anlades banan mot Bombala. Denna hade i sin tur bibanor mot Captains Flat respektive Australiens huvudstad Canberra. Sedan järnvägarna mot Bombala och Captains Flat slutade trafikerades har endast järnvägen mot Canberra varit i bruk. Järnvägen mot Bombala har sin bakgrund i påtryckningar från invånare i trakten runt Cooma för en järnvägsanslutning under 1870-talet. Järnvägen mot Cooma invigdes i flera etapper, varav den sista till Cooma invigdes år 1889. Järnvägen rustades upp inför bygget av Snowy Mountains Scheme med start på 1950-talet. På grund av en sinade trafikmängd, som dels hade sin bakgrund i avslutat bygge av Snowy Mountains Scheme, drogs persontågstrafiken till Cooma in år 1988 och godstågstrafiken drogs in året därpå. Med undantag för en periods veterantågtrafik har järnvägen söder om Queanbeyan varit ur bruk sedan år 1989. Järnvägen mot Captains Flat anlades huvudsakligen för att betjäna brottet Lake George Mine. Bygget inleddes år 1937 och järnvägen togs i bruk i juni 1940. Järnvägen lades ned i augusti 1968, flera år efter brottets stängning. Järnvägen togs i bruk igen i två veckor i augusti 1969 för en filminspelning.

### Broar

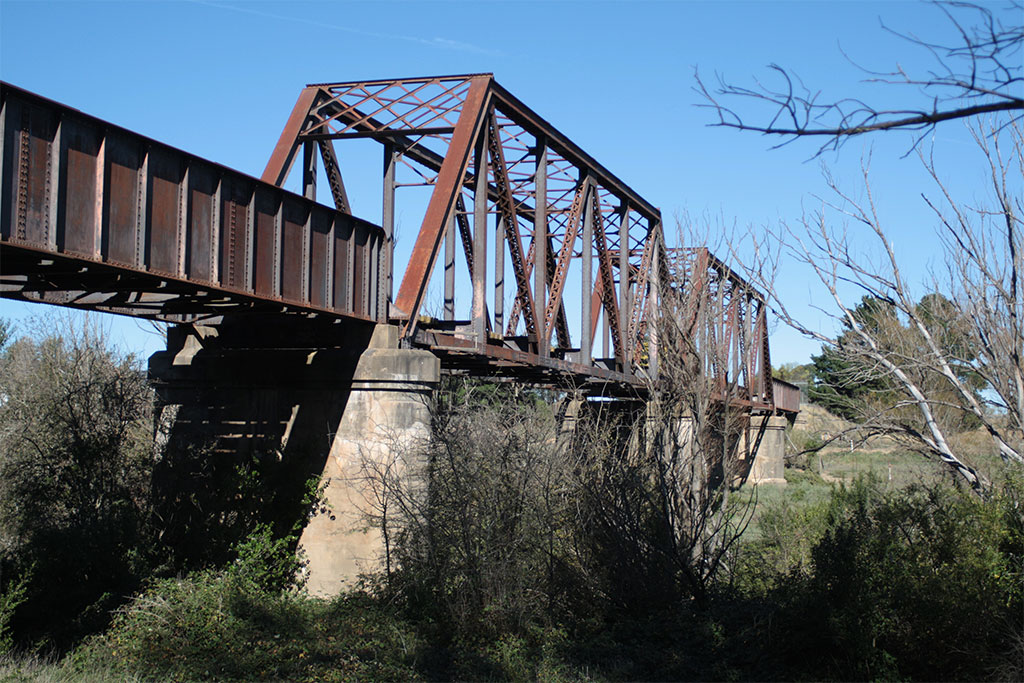
Bron över Wollondilly River 8 maj 2010.

Det finns tre större järnvägsbroar i Goulburn, varav två ersätter tidigare broar. Mellan North Goulburn och Goulburn gå järnvägen över Mulwaree Ponds. Den första bron på platsen bestod av 12 spann på 60 fot (cirka 18,3 meter) med järnbalkar på murtegelpelare. Balkarna importerades från England. Bron förstärktes under år 1892 när nya balkar sattes in mellan de tidigare balkarna. I samband med utbygget till dubbelspår anlades en valvbro i murtegel intill den första bron. Den bron består av 13 spann på 43 fot (cirka 13,1 meter), och togs i bruk den 8 november 1914. Valvbroar i murtegel anlades flitigt på delstatens södra stambana under 1910-talet. Under decenniet byggdes delar av banan ut till dubbelspår och fick ny dragning. Den första bron fortsatte i bruk som ett särskilt spår för godståg fram till år 1937, dock obrukat sedan år 1930. Den nya bron och resterna av den tidigare bron antogs till delstatens kulturskyddsregister den 2 april 1999.
Söder om Goulburn, vid knutpunkten  Joppa Junction, anlades en bro över vattendraget Run O' Waters Creek. Järnvägen förbi Joppa Junction invigdes den 9 november 1875. Den första bron var i trä och bestod av 7 spann på 26 fot (cirka 7,9 meter). Bron ersattes år 1884 med två enkelspåriga fackverksbroar av typen pratt med ett spann på 84 fot (cirka 25,6 meter). Den nya bron är en av järnvägens första två fackverksbroar i New South Wales. En pelare uppförd år 1928 mellan landfästena gjorde att varje bro fick två spann på 42 fot (cirka 12,8 meter). Bron förstärktes år 1995 då landfästena och vingmurarna försågs med strävpelare och delar av den lastbärande överbyggnaden stärktes.
För att bära järnvägen mot Crookwell över floden Wollondilly River anlades en bro på sammanlagt 499 fot 4 tum (cirka 152,2 meter). För spannen står en blandning av trä och stål, varav de två längsta i stål på 120 fot (cirka 36,6 meter) var. Ett avtal för  tillverkning av brons ingicks med amerikanska Union Bridge Company som överlät tillverkningen till ett systerbolag. De största spannen är fackverk av typen warren, nitade enligt brittisk praxis. Bron ritades av J. W. Roberts som arbetade i Public Works Departments avdelningen för järnvägsbygge, Railway Construction Branch.
|  |  | Head station |

|  |  | Station on track |

|  |  | Stop on track |

|  | Unknown BSicon "exKBHFa" | Straight track |  |  |  |

| Unknown BSicon "exKBHFa" | Unknown BSicon "exSTR" | Straight track |  |  |  |

| Unknown BSicon "exABZg+l" | Unknown BSicon "exSTRr" | Straight track |  |  |  |

| Unknown BSicon "exHST" |  | Straight track |  |  |  |

| Unknown BSicon "exHST" | Unknown BSicon "WCONTfa" | Straight track |  |  |  |

| Unknown BSicon "exhKRZWae" | Unknown BSicon "WABZgr" | Straight track |  |  |  |

| Unknown BSicon "exHST" | Water | Straight track |  |  |  |

| Unknown BSicon "exSTR" | Water | Unknown BSicon "eHST" |  |  |  |

| Unknown BSicon "exSTR" | Unknown BSicon "WASSERl" | Unknown BSicon "hKRZWae" | Unknown BSicon "WASSER+r" |  |  |

| Unknown BSicon "exSTRl" | Unknown BSicon "exSTRq" | Unknown BSicon "eABZg+r" | Water |  |  |

|  |  | Station on track | Water |  |  |

|  | Unknown BSicon "WCONTfaq" | Unknown BSicon "hKRZWae" | Unknown BSicon "WABZlr" | Unknown BSicon "WCONTgeq" |  |

|  |  | Unknown BSicon "ABZgl" | Transverse track | Unknown BSicon "STR+r" |  |

|  |  | Stop on track |  | Straight track |  |

|  |  | Straight track |  | Unknown BSicon "eABZgl" | Unknown BSicon "exSTR+r" |

|  |  | Straight track |  | Station on track | Unknown BSicon "exSTR" |

|  |  | Straight track | Unknown BSicon "STR+l" | Unknown BSicon "xABZgr" | Unknown BSicon "exSTR" |

|  |  | Straight track | End station | Unknown BSicon "exSTR" | Unknown BSicon "exSTR" |

|  |  | Straight track |  | Unknown BSicon "exSTR" | Unknown BSicon "exKHSTe" |

|  |  | Straight track |  | Unknown BSicon "exKBHFe" |  |

|  |  | Station on track |

|  |  | Head station |

|  |  | Station on track |

|  |  | Stop on track |

|  | Unknown BSicon "exKBHFa" | Straight track |  |  |  |

| Unknown BSicon "exKBHFa" | Unknown BSicon "exSTR" | Straight track |  |  |  |

| Unknown BSicon "exABZg+l" | Unknown BSicon "exSTRr" | Straight track |  |  |  |

| Unknown BSicon "exHST" |  | Straight track |  |  |  |

| Unknown BSicon "exHST" | Unknown BSicon "WCONTfa" | Straight track |  |  |  |

| Unknown BSicon "exhKRZWae" | Unknown BSicon "WABZgr" | Straight track |  |  |  |

| Unknown BSicon "exHST" | Water | Straight track |  |  |  |

| Unknown BSicon "exSTR" | Water | Unknown BSicon "eHST" |  |  |  |

| Unknown BSicon "exSTR" | Unknown BSicon "WASSERl" | Unknown BSicon "hKRZWae" | Unknown BSicon "WASSER+r" |  |  |

| Unknown BSicon "exSTRl" | Unknown BSicon "exSTRq" | Unknown BSicon "eABZg+r" | Water |  |  |

|  |  | Station on track | Water |  |  |

|  | Unknown BSicon "WCONTfaq" | Unknown BSicon "hKRZWae" | Unknown BSicon "WABZlr" | Unknown BSicon "WCONTgeq" |  |

|  |  | Unknown BSicon "ABZgl" | Transverse track | Unknown BSicon "STR+r" |  |

|  |  | Stop on track |  | Straight track |  |

|  |  | Straight track |  | Unknown BSicon "eABZgl" | Unknown BSicon "exSTR+r" |

|  |  | Straight track |  | Station on track | Unknown BSicon "exSTR" |

|  |  | Straight track | Unknown BSicon "STR+l" | Unknown BSicon "xABZgr" | Unknown BSicon "exSTR" |

|  |  | Straight track | End station | Unknown BSicon "exSTR" | Unknown BSicon "exSTR" |

|  |  | Straight track |  | Unknown BSicon "exSTR" | Unknown BSicon "exKHSTe" |

|  |  | Straight track |  | Unknown BSicon "exKBHFe" |  |

|  |  | Station on track |

## Betydelse

### Goulburns betydelse inom järnvägen

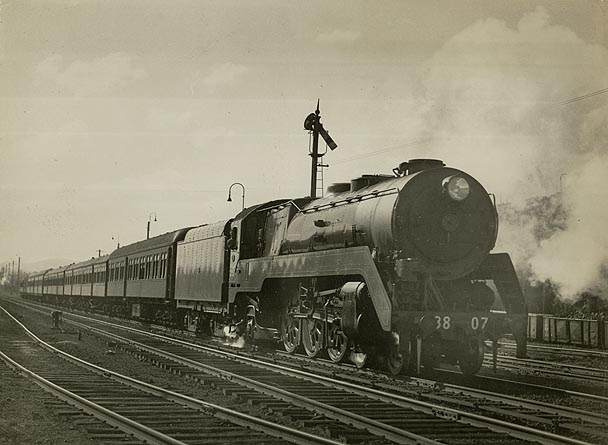
Persontåget Riverina Express avgår Goulburn den 3 juni 1946.

Under 1880-talet nådde järnvägen gränsstaden Albury och flera järnvägar anlades mot veteodlingsområden i New South Wales. För att sköta den ökande trafiken fordrades att lokstationerna utmed Main Southern Railway byggdes ut. Så skedde även i Goulburn. Fackföreningar blev verksamma i Goulburn under decenniet men hade en brokig start. Goulburn blev den enda orten i New South Wales utanför Sydney och Newcastle där fackföreningar hade heltidsanställda som verkade för att värna om medlemmar och värva nya. I slutet av 1880-talet försämrades kolonins ekonomi. Mot denna bakgrund verkade kommissarie Edward Miller Gard Eddy för en geografisk centralisering av järnvägsväsendets verkstäder. Eddys förslag mötte motstånd och kom inte att genomdrivas.
Den tidiga policyn förespråkande geografiskt utspridda verkstäder har lyfts fram av Sharp som ett av skälen till att Goulburn fick en så stor roll inom järnväg i New South Wales. En annan anledning var att tidiga ånglok inte kunde köra längre än från Sydney eller Picton till Goulburn utan att behöva ta kol och underhållas. Även skillnader i topografin norr respektive söder om Goulburn och de kringliggande bibanorna har varit viktiga. Sharp identifierar även att det fanns omfattande bebyggningsbar mark och rikligt med vatten i området. Utöver dessa påpekas även att Goulburn utvecklades som administreringscentrum för underordnade lokstationer i området. När dessa skäl blev mindre betydelsefulla, eller rentav inaktuella, upphörde Goulburn att inneha en viktig ställning inom järnvägen.

### Järnvägens inverkan på Goulburn
Järnvägsväsendet har sedan år 1869 och fram till ungefär 1990-talet varit ekonomist betydelsefullt för Goulburn. Att Goulburn var järnvägens slutstation under sex år gjorde att staden hann utvecklas till en plats dit varor forslades för vidare fortskaffning med tåg. Med tåg kunde godstransport till Sydney, som förr tagit veckor, utföras på timmar och till en över 90 procent lägre kostnad. Primärproduktionen i Goulburn med omnejd ökade då transport mot Sydney blivit billig. Efter järnvägens invigning mot andra orter eftersträvade Goulburn att förse dessa med varor. Detta var dock ouppnåeligt då regeringen införde dyrare taxor för varor som transporterades mellan orter utanför Sydney jämfört för varor som transporterades från Sydney mot inlandet. Dessa olika avgifter var till fördel för företag som befann sig i Sydney.
Järnvägen blev Goulburns huvudindustri. Mellan åren 1869 och 1985 beräknas minst 3 578 personer ha tagit anställning vid Goulburns lokstationer, lokförare och eldare inte medräknade. Genom åren har antalet anställda varierat. Efter att varit arbetsgivare till 876 personer i Goulburn år 1935, minskade antalet anställda till 700 år 1959. Detta ökade till 767 personer år 1975 och året före Goulburn Roundhouse stängdes, år 1985, hade antalet arbetstagare ökat till 850. Befolkningen i Goulburn var 21 600 år 1971 och 23 300 år 1980. Ännu fler anställdes i trakten runt Goulburn. Det har konstaterats att fler än 1 000 personer i Goulburn med omnejd arbetade hos järnvägsväsendet mot slutet av 1960-talet. På mitten av 1970-talet var järnvägsväsendet arbetsgivare till 1 322 personer i trakten. Countrylink hade 12 tågförare i Goulburn år 2011 och ett antal anställda på stationen.
Tidigt i Goulburns utveckling hämtades vatten från två brunnar utmed floden Mulwaree Ponds. Järnvägens anläggning försvårade åtkomst till dessa källor. För att lösa åtkomstproblemet begärde Goulburns invånare en korsning som sedermera anlades. Tillsammans med Mulwaree Ponds utgör järnvägen en östlig gräns för Goulburn. Genom järnvägens formaliserande av denna gräns kan stadsdelen Eastgrove, som ligger öst om järnvägen, uppfattas som en självständig bebyggelse.

## Karta över viktiga platser
| Teckenförklaring 1–5: Stationer och knutar 6–7: Lokstationer 8–10: Verkstäder och brott A–C: Broar D–G: Överliggnignshus H–I: Dammbyggnader | Järnvägsstationer och -knutar 1 Goulburn Railway Station 2 North Goulburn Railway Station 3 Arygle Railway Station 4 Kenmore Railway Station 5 Joppa Junction Lokstationer 6 Goulburn North 7 South Goulburn (Goulburn Roundhouse) Verkstäder och brott 8 Makadambrottet 9 Perway Workshops 10 Goulburn Railway Workshops Broar A Bron över Mulwaree Ponds (1869, 1914) B Bron över Run O' Waters Creek (1875, 1884) C Bron över Wollondilly River (1902) Överliggningshus D Överliggningshus (för tågvärdar, c. 1880–c. 1980) E Överliggningshus (för lokpersonal, 1890–c. 1980-talet) F Överliggningshus (South Goulburn, 1935–c. 1977) G Överliggningshus (driftavdelning, 1976–c. 2000) Dammbyggnader · H Dammbyggnad (1908) I Dammbyggnad (1927) |